# Meistaraflokkur 1933
La Meistaraflokkur 1933 fu la 22ª edizione del campionato di calcio islandese concluso con la vittoria del Valur al suo secondo titolo.

## Formula
Rispetto alla stagione precedente l'ÍBA non prese parte alla competizione che fu così disputata da quattro squadre che si incontrarono in un turno di sola andata per un totale di tre partite.

## Squadre partecipanti
| Club     | Città     | Posizione 1932     |
| -------- | --------- | ------------------ |
| Fram     | Reykjavík | 4°                 |
| KR       | Reykjavík | Campione d'Islanda |
| Valur    | Reykjavík | 2°                 |
| Víkingur | Reykjavík | 5°                 |

Tutti gli incontri si disputarono allo stadio Melavöllur, impianto situato nella capitale.

## Classifica finale
|                    | Pos. | Squadra  | Pt | G | V | N | P | GF | GS | DR  |
| ------------------ | ---- | -------- | -- | - | - | - | - | -- | -- | --- |
| Islanda (bandiera) | 1.   | Valur    | 6  | 3 | 3 | 0 | 0 | 17 | 3  | +14 |
|                    | 2.   | KR       | 4  | 3 | 2 | 0 | 1 | 11 | 7  | +4  |
|                    | 3.   | Fram     | 2  | 3 | 1 | 0 | 2 | 6  | 8  | -2  |
|                    | 4.   | Víkingur | 0  | 3 | 0 | 0 | 3 | 0  | 16 | -16 |

Legenda:

      Campione di Islanda
Note:

Due punti a vittoria, uno a pareggio, zero a sconfitta.

### Verdetti
- Valur Campione d'Islanda 1933.